# Physalis pruinosa
Physalis pruinosa är en potatisväxtart som beskrevs av Carl von Linné. Physalis pruinosa ingår i släktet lyktörter, och familjen potatisväxter. Utöver nominatformen finns också underarten P. p. argentina.

## Bildgalleri

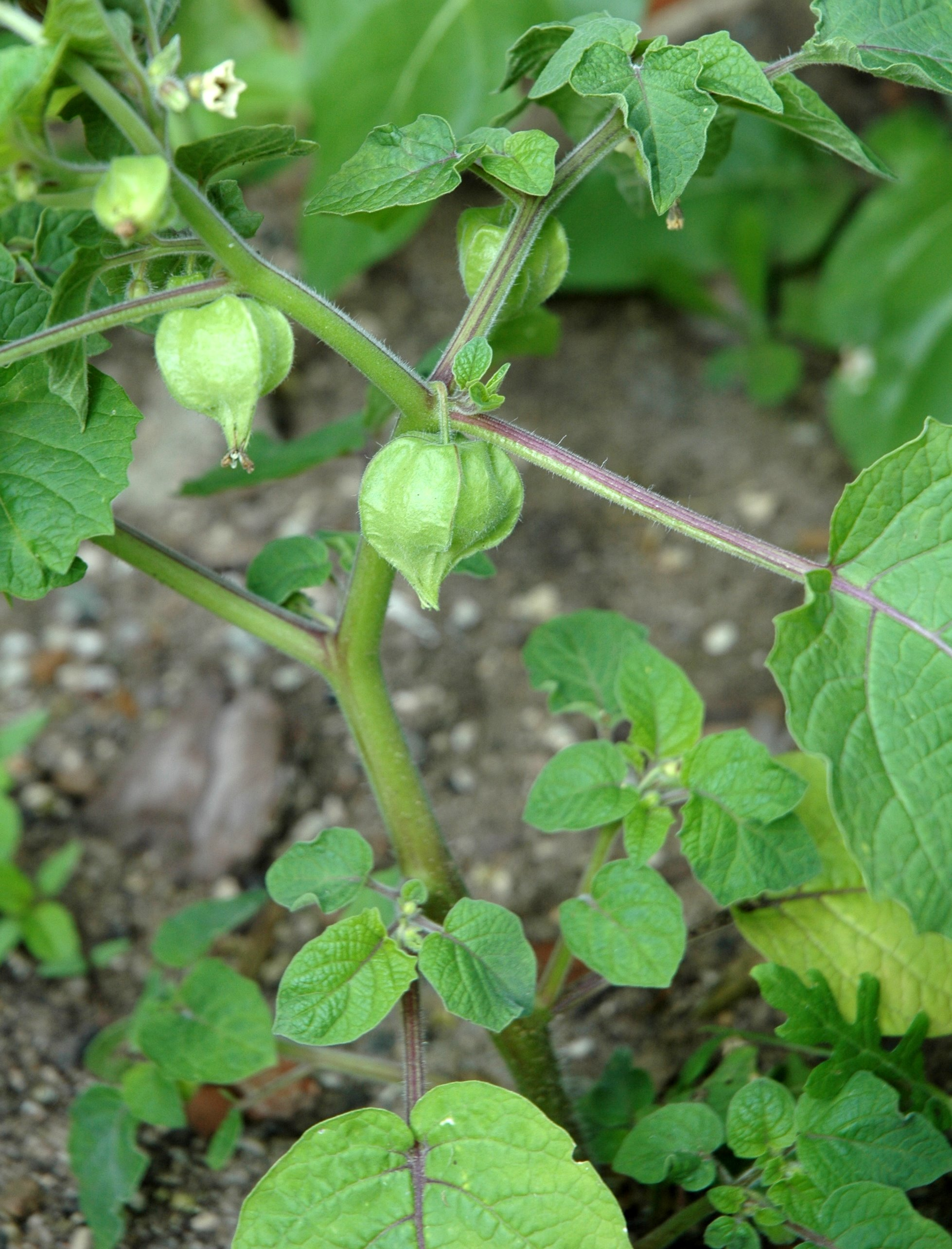
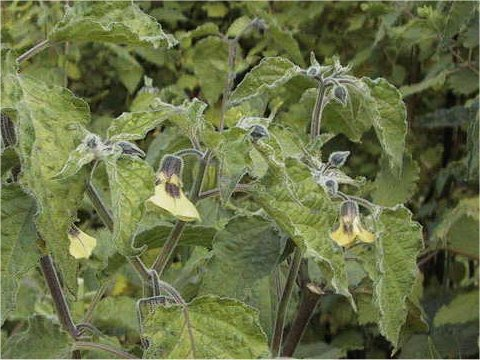